# Ruggero III di Puglia
Ruggero III di Puglia (1118 – 2 o 12 maggio 1148) è stato un condottiero normanno.
Era il figlio primogenito del re di Sicilia, Ruggero II d'Altavilla e di Elvira di Castiglia; fu Duca di Puglia dal 1134.

## Biografia
Ruggero fece la sua prima apparizione nelle cronache a Melfi nel 1129, quando con il padre ed il fratello Tancredi sedò la rivolta dei baroni, assicurandosi poi la loro fedeltà. Dopo la sua investitura a Duca di Puglia nel 1134, dal momento che era posto sotto la tutela di Roberto di Selby, prese parte alle campagne del padre, distinguendosi nel 1137 contro Rainulfo di Alife, che il papa Innocenzo II e l'imperatore Lotario II avevano investito come Duca di Puglia. Il suo primo incarico di peso fu la battaglia di Rignano del 30 ottobre; nella battaglia molti guerrieri esperti, come suo padre, si arresero ed altri, come il Duca Sergio VII di Napoli furono uccisi. Il coraggio di Ruggero nella battaglia lo rese famoso.

Alla morte di Rainulfo (1139), la Puglia venne resa sicura, ma Innocenzo e lo spodestato principe Roberto II di Capua iniziarono a marciare contro la capitale formale del principe. A Galluccio, Ruggero tese un'imboscata alle truppe papali con solo un migliaio di cavalieri, riuscendo a catturare il pontefice e la sua corte. Tre giorni dopo, il 25 luglio, con il Trattato di Mignano, Innocenzo confermò il padre come Re di Sicilia, Ruggero come duca di Puglia e il terzo figlio, Alfonso, come principe di Capua, ufficialmente al servizio di Roberto. Subito dopo, il duca Ruggero prese possesso della città di Napoli e la rese parte integrande del Regno, mettendo fine al governo di Sergio.
Nel 1140, dopo la promulgazione delle Assise di Ariano, vennero coniati i primi ducali con l'effigie del giovane duca, in armi ed al fianco del padre, con le loro mani incrociate. Ruggero ed Alfonso, nel 1140, dal momento che il secondo figlio Tancredi era morto, si mossero verso gli Abruzzi e in particolare nel pescarese, per conquistare alcuni territori dello Stato della Chiesa. In quel periodo, alla fine del 1140, giunse nel Regno Isabella, figlia di Tebaldo II di Champagne, che - secondo alcuni storici - sarebbe divenuta la moglie di Ruggero. La compagna più famosa di Ruggero, ad ogni modo, fu la sua amante, Emma, figlia di Accardo II di Lecce, da cui ebbe due figli illegittimi, Guglielmo e Tancredi, che divenne poi Re di Sicilia. In quello stesso anno 1140, Riccardo III di Gaeta morì senza eredi ed il suo ducato venne affidato a Ruggero.
Fu principe che seppe gestire il potere con assennatezza e animo, nonostante la giovane età. Lo storico coevo Romualdo Guarna non aveva dubbi in merito e lo definì "vir quidem speciosus et miles strenuus, pius, benignus, misericors et a suo populo multum dilectus".
Nel 1148 appena trentenne, il duca Ruggero morì in circostanze sconosciute ed in un luogo sconosciuto, probabilmente durante una scaramuccia ai confini settentrionali del suo ducato. Egli venne così cantato dal poeta arabo Abū l-Ḍawʾ Sirāj ibn Aḥmad ibn Rajāʾ:
le spade e le lance, come donne, portato il lutto per lui
i cuori, più che le vesti, sono lacerati dal dolore»
Gli successe il suo unico fratello ancora in vita Guglielmo, successivamente re di Sicilia.

## Ascendenza
|                       |                           |                              | Genitori                   |  |  | Nonni |  |  | Bisnonni             |  |  | Trisnonni |  |
|                       |                           |                              |                            |  |  |       |  |  | Tancredi d'Altavilla |  |  | …         |  |
|                       |                           |                              |                            |  |  |       |  |  | Tancredi d'Altavilla |  |  | …         |  |
|                       |                           | …                            |                            |  |  |       |  |  | Tancredi d'Altavilla |  |  |           |  |
| Ruggero I di Sicilia  |                           |                              |                            |  |  |       |  |  | Tancredi d'Altavilla |  |  |           |  |
|                       |                           | Fresenda                     | Riccardo I di Normandia    |  |  |       |  |  |                      |  |  |           |  |
|                       |                           | Fresenda                     | Riccardo I di Normandia    |  |  |       |  |  |                      |  |  |           |  |
|                       |                           | Fresenda                     | …                          |  |  |       |  |  |                      |  |  |           |  |
| Ruggero II di Sicilia |                           | Fresenda                     |                            |  |  |       |  |  |                      |  |  |           |  |
|                       |                           | Manfredo Incisa del Vasto    | Teuto di Savona            |  |  |       |  |  |                      |  |  |           |  |
|                       |                           | Manfredo Incisa del Vasto    | Teuto di Savona            |  |  |       |  |  |                      |  |  |           |  |
|                       |                           | Manfredo Incisa del Vasto    | Berta di Torino            |  |  |       |  |  |                      |  |  |           |  |
| Adelasia del Vasto    |                           | Manfredo Incisa del Vasto    |                            |  |  |       |  |  |                      |  |  |           |  |
|                       |                           | …                            | …                          |  |  |       |  |  |                      |  |  |           |  |
|                       |                           | …                            | …                          |  |  |       |  |  |                      |  |  |           |  |
|                       |                           | …                            | …                          |  |  |       |  |  |                      |  |  |           |  |
| Ruggero III di Puglia |                           | …                            |                            |  |  |       |  |  |                      |  |  |           |  |
|                       | Ferdinando I di Castiglia | Sancho III Garcés di Navarra |                            |  |  |       |  |  |                      |  |  |           |  |
|                       | Ferdinando I di Castiglia | Sancho III Garcés di Navarra |                            |  |  |       |  |  |                      |  |  |           |  |
|                       | Ferdinando I di Castiglia | Munia di Castiglia           |                            |  |  |       |  |  |                      |  |  |           |  |
| Alfonso VI di León    | Ferdinando I di Castiglia |                              |                            |  |  |       |  |  |                      |  |  |           |  |
|                       |                           | Sancha I di León             | Alfonso V di León          |  |  |       |  |  |                      |  |  |           |  |
|                       |                           | Sancha I di León             | Alfonso V di León          |  |  |       |  |  |                      |  |  |           |  |
|                       |                           | Sancha I di León             | Elvira Garcés di Castiglia |  |  |       |  |  |                      |  |  |           |  |
| Elvira di Castiglia   |                           | Sancha I di León             |                            |  |  |       |  |  |                      |  |  |           |  |
|                       |                           | Ahmed I di Denia             | …                          |  |  |       |  |  |                      |  |  |           |  |
|                       |                           | Ahmed I di Denia             | …                          |  |  |       |  |  |                      |  |  |           |  |
|                       |                           | Ahmed I di Denia             | …                          |  |  |       |  |  |                      |  |  |           |  |
| Isabella di Siviglia  |                           | Ahmed I di Denia             |                            |  |  |       |  |  |                      |  |  |           |  |
|                       |                           | …                            | …                          |  |  |       |  |  |                      |  |  |           |  |
|                       |                           | …                            | …                          |  |  |       |  |  |                      |  |  |           |  |
|                       |                           | …                            | …                          |  |  |       |  |  |                      |  |  |           |  |
|                       |                           | …                            |                            |  |  |       |  |  |                      |  |  |           |  |